# 瓦诺路

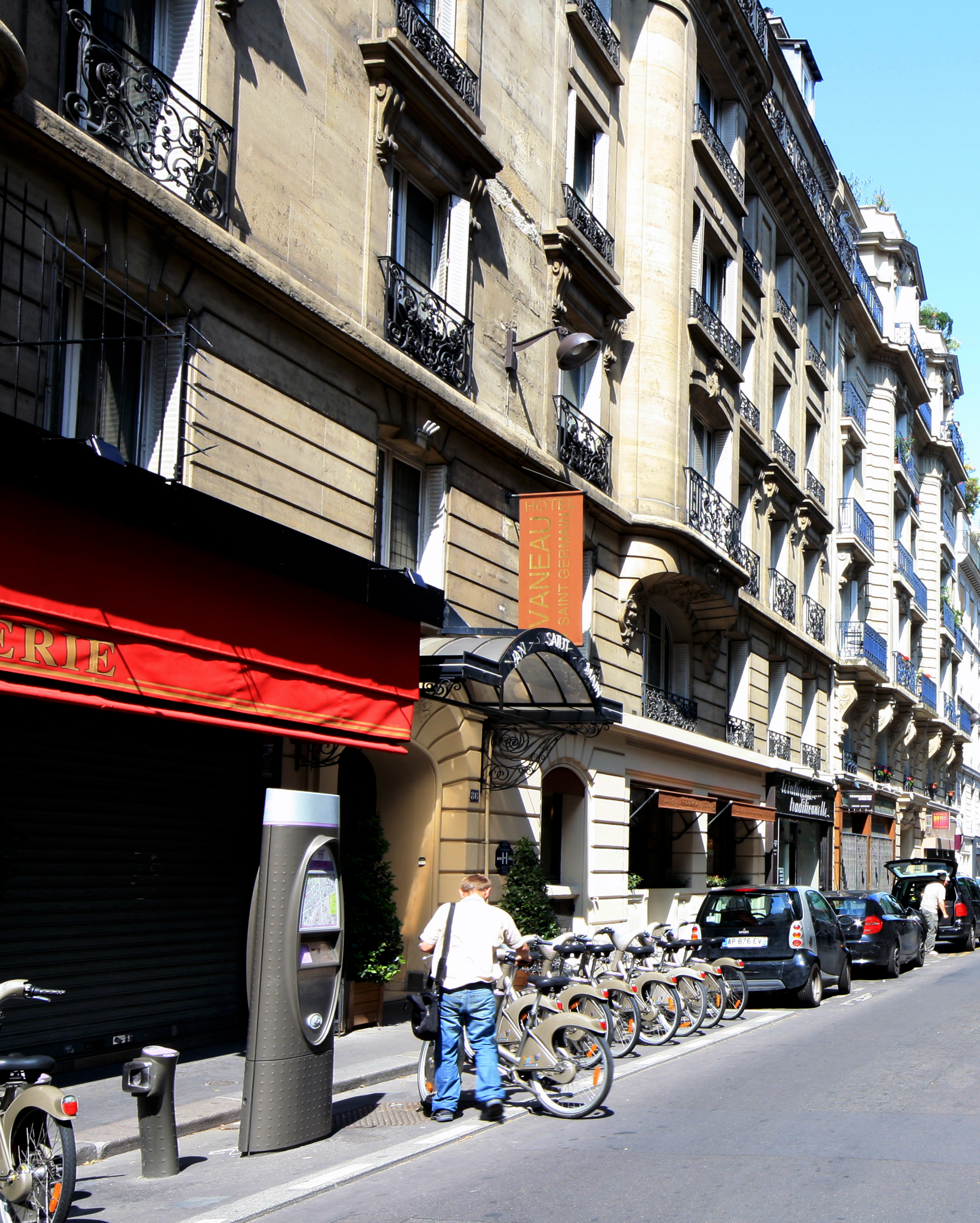
瓦诺路

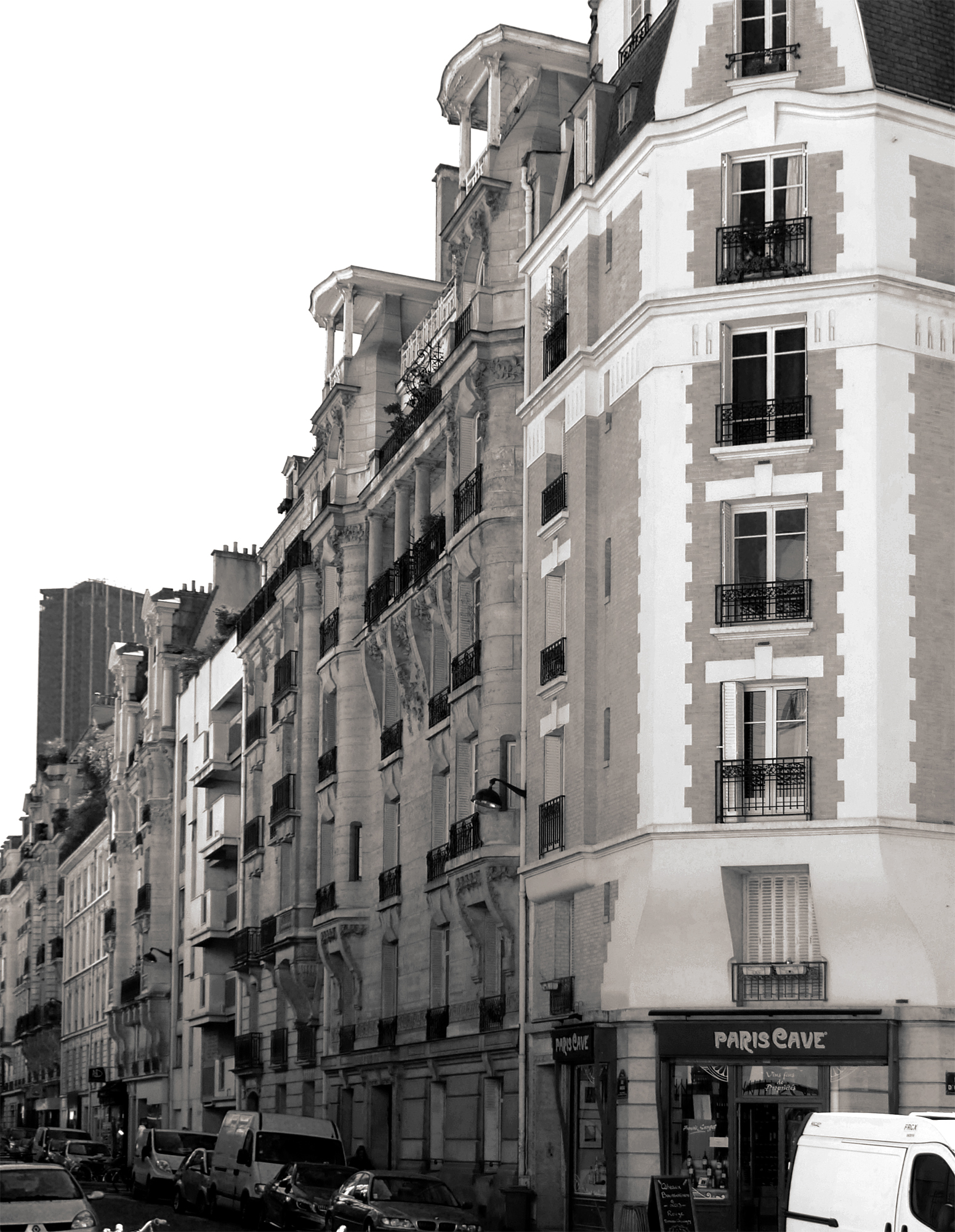

瓦诺路（Rue Vaneau）是巴黎第七区的一条街道，长732米，宽15米。它现在开设酒店、公寓和高端百货公司。
瓦诺路始于瓦汉纳路（Rue de Varenne）59-1号，止于塞夫勒路（Rue de Sèvres）46号。瓦汉纳路为法国总理的个人住所所在地。它平行于rue Barbet-de-Jouy和荣军院大道（boulevard des Invalides），是rue de Bellechasse的延长线。在其中段与巴比伦路（Rue de Babylone）交汇。

## 名称
瓦诺路得名于路易·瓦诺（Louis Vaneau，1811-1830），是一名巴黎综合理工学院的学生，在法国七月革命期间，1830年7月29日，在冲锋 "巴比伦军营"（Caserne de Babylone）时被瑞士卫兵杀死。

## 建筑
- 1-1号：安德烈·纪德从1926年到1951年住在那里，已立牌纪念。
- 1-1 号:阿尔贝·加缪1944年住在那里。[2].

- 20号：叙利亚驻法国大使馆，自1980年起。
- 23号，今38号，1843年至1845年，卡尔·马克思曾住在这里[3]。
- 40号：埃马纽埃尔·夏布里埃故居
- 45号：弗朗索瓦·莫里亚克, 1909年至1915年。[4]

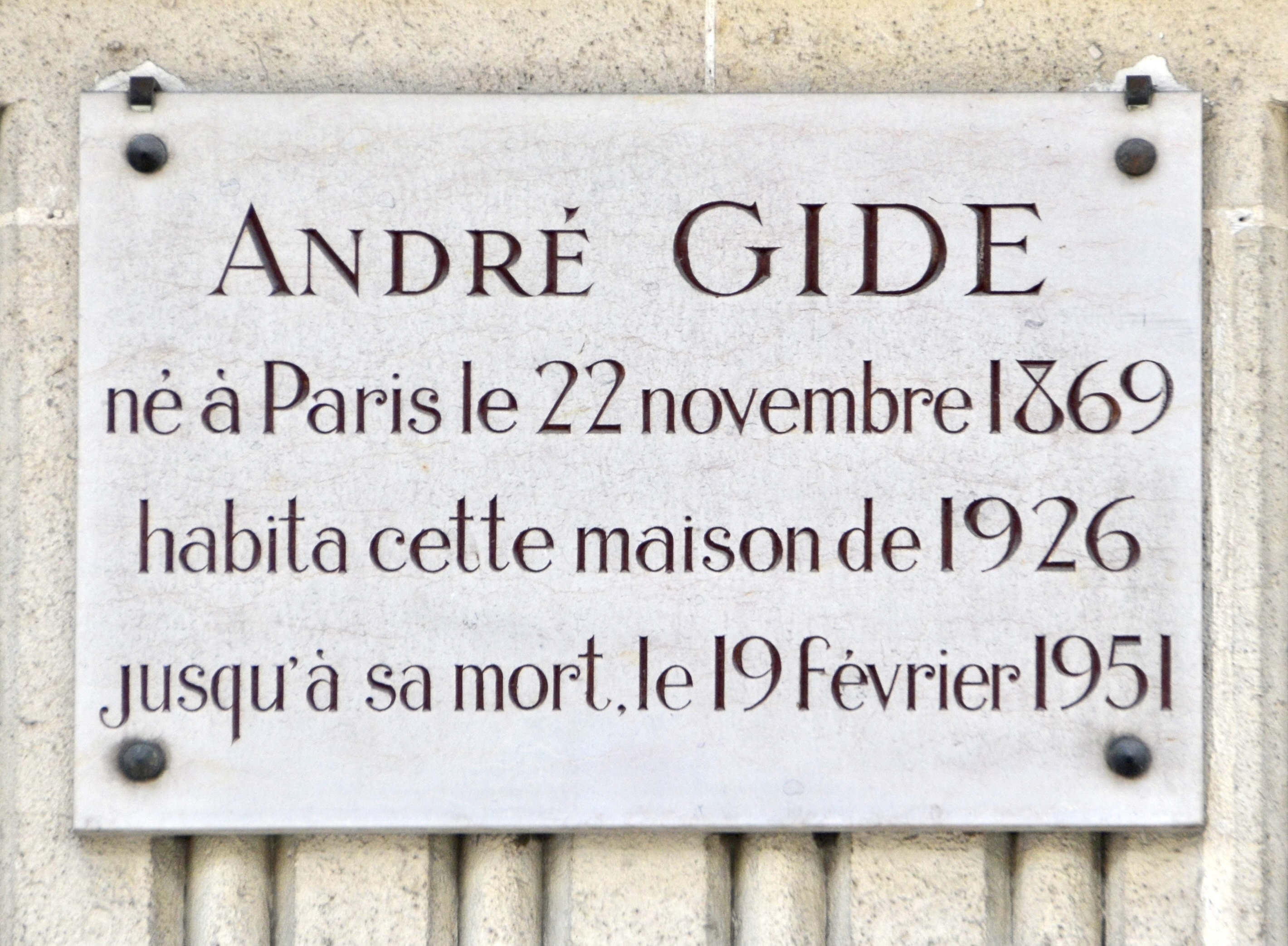
1-1号纪德故居
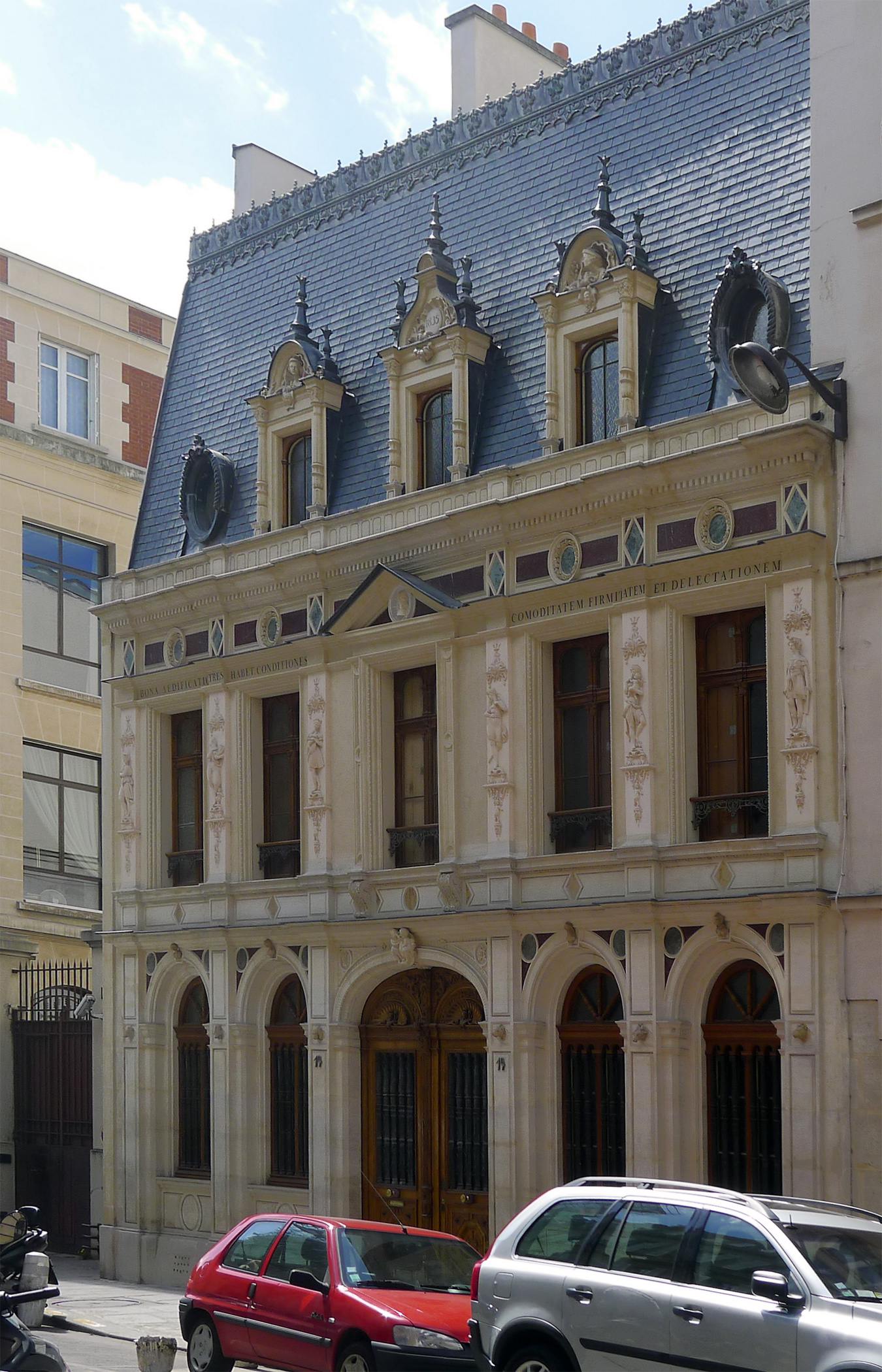
14号
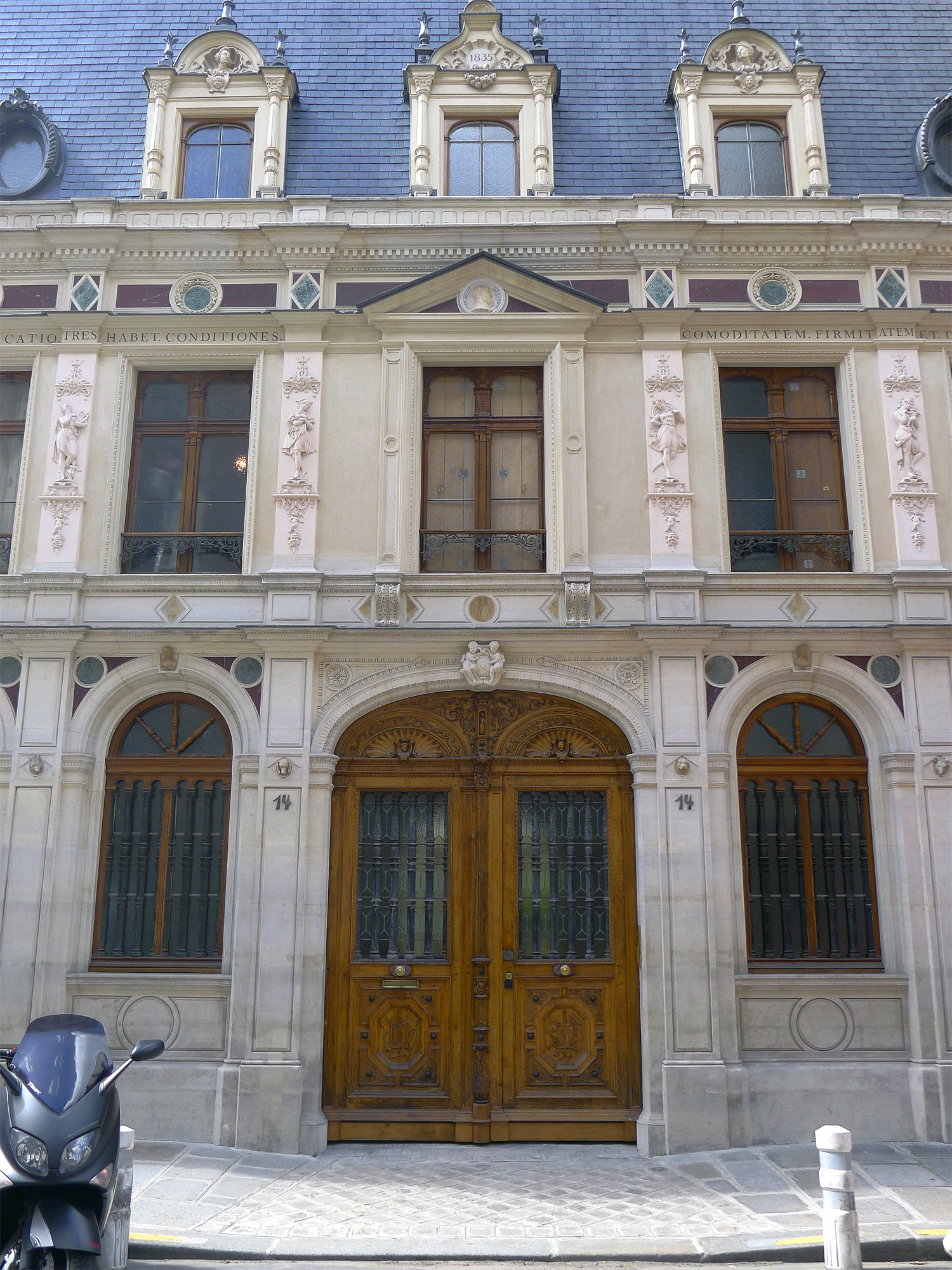
14号
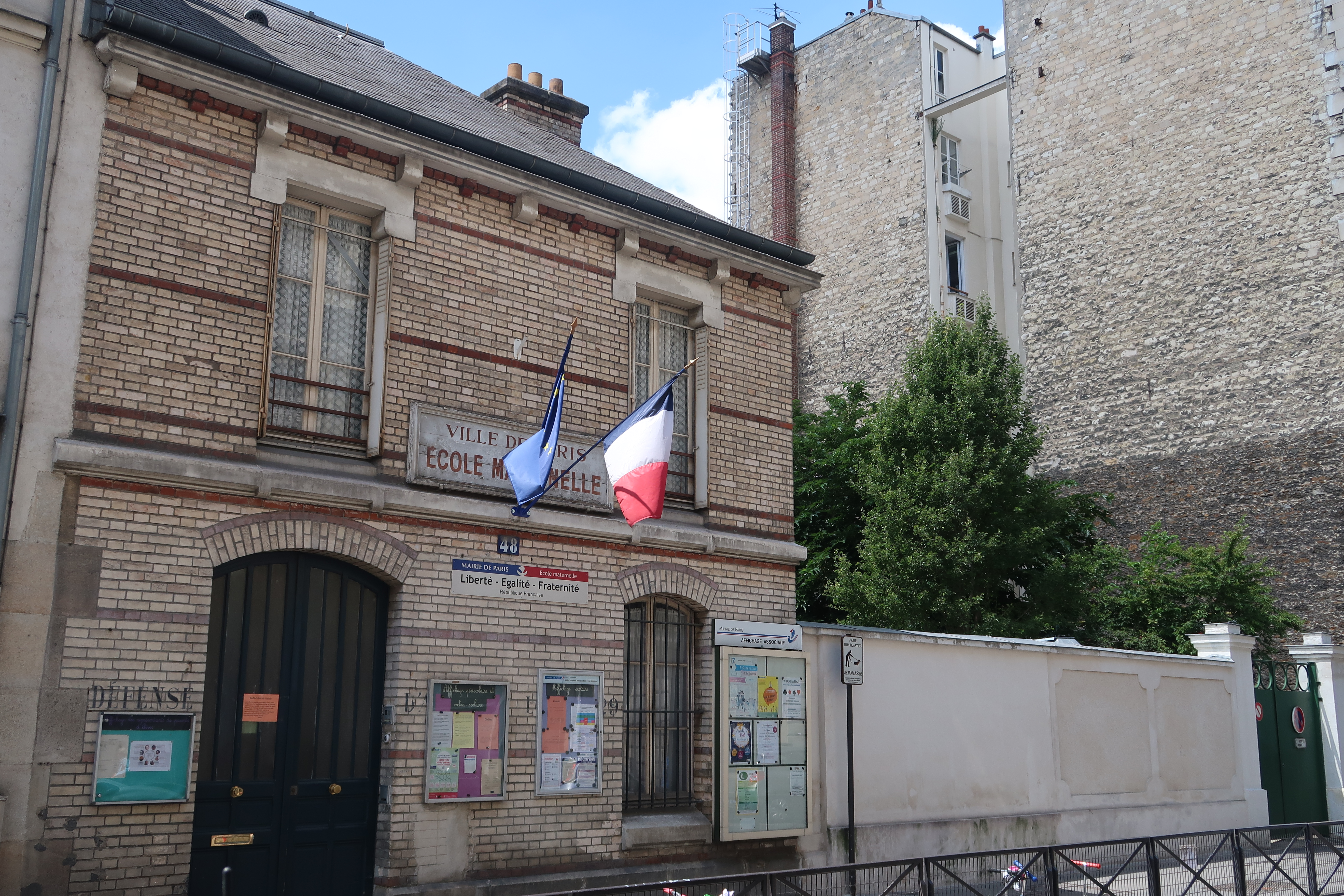
48号
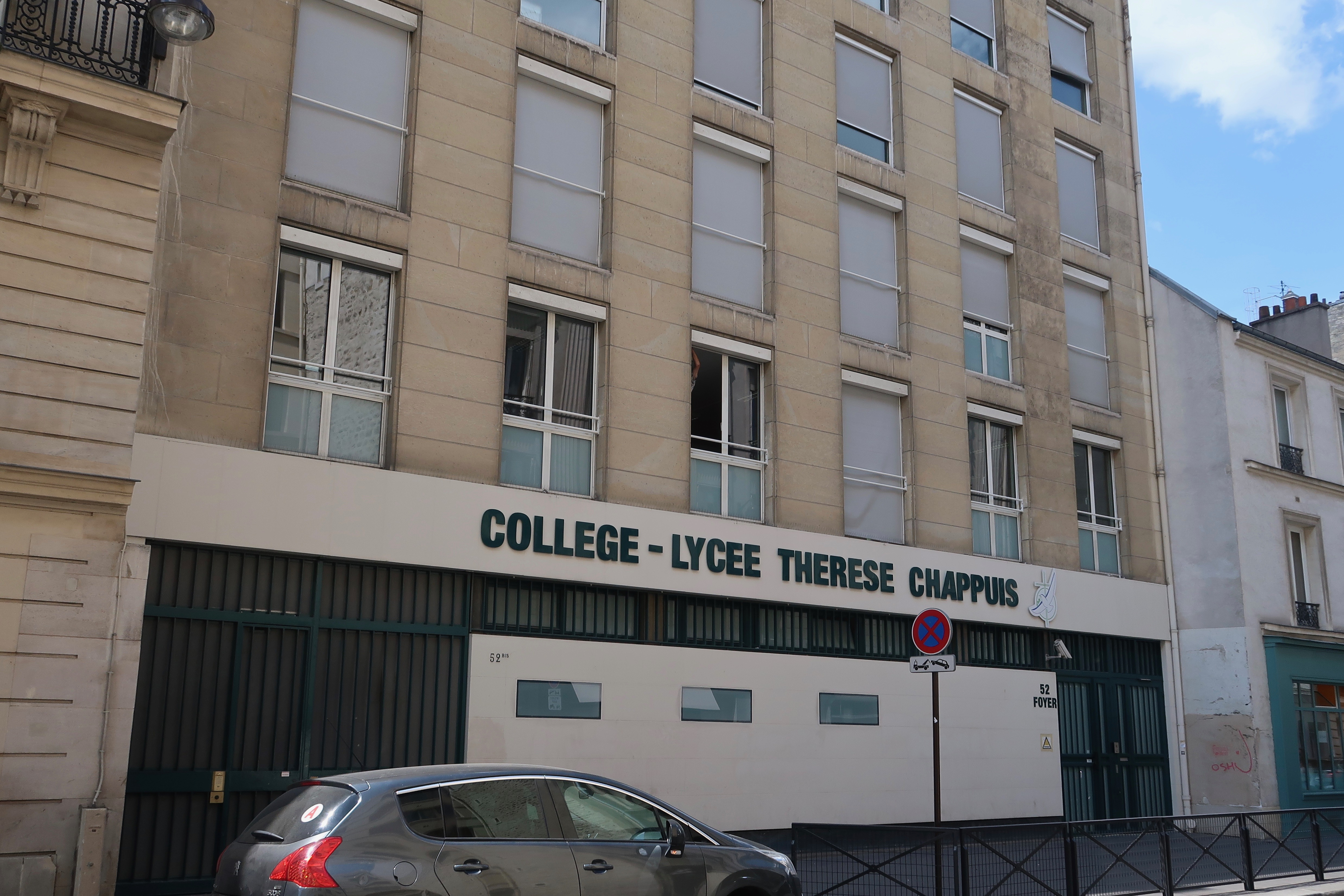
52号
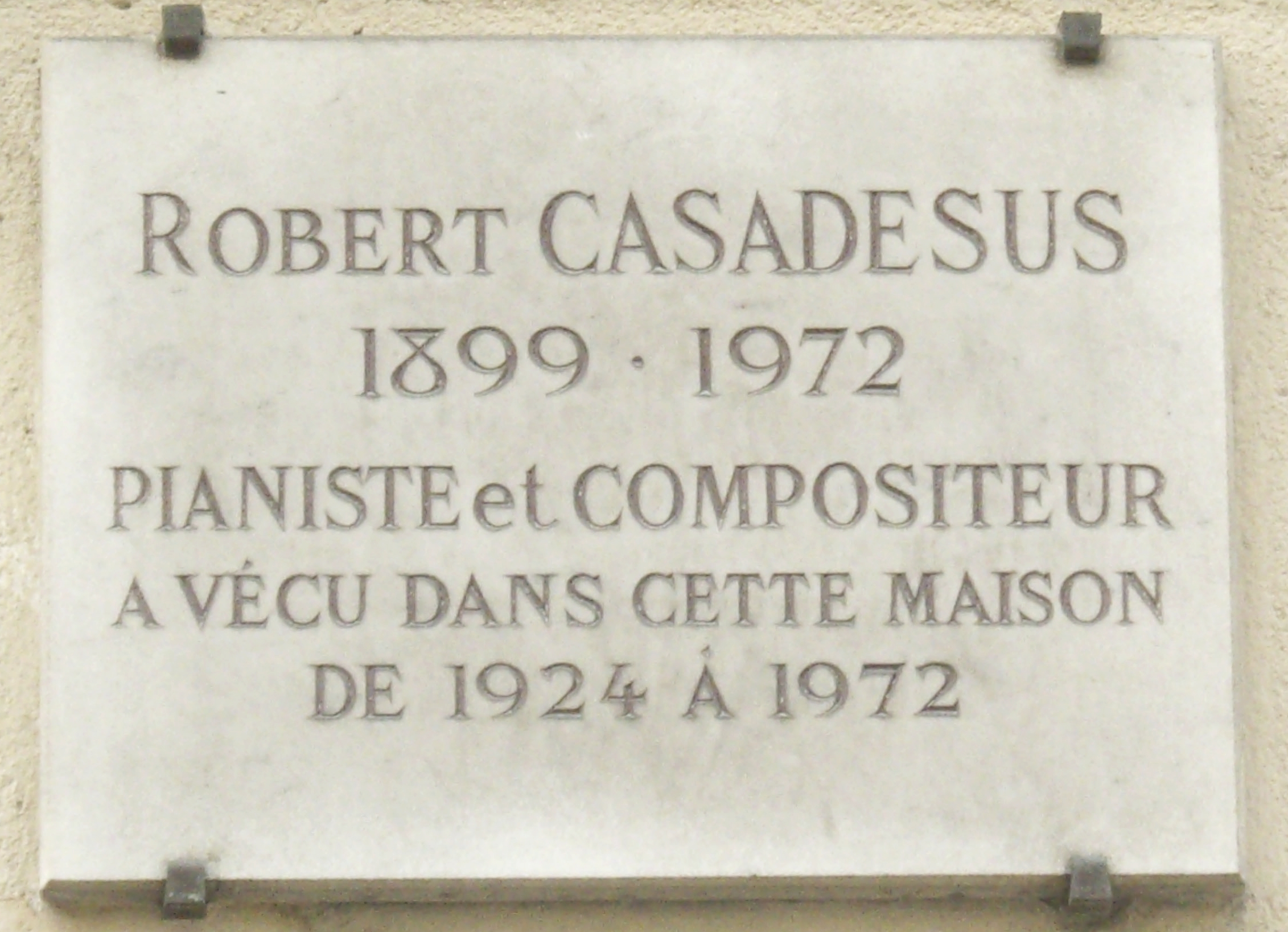
54号
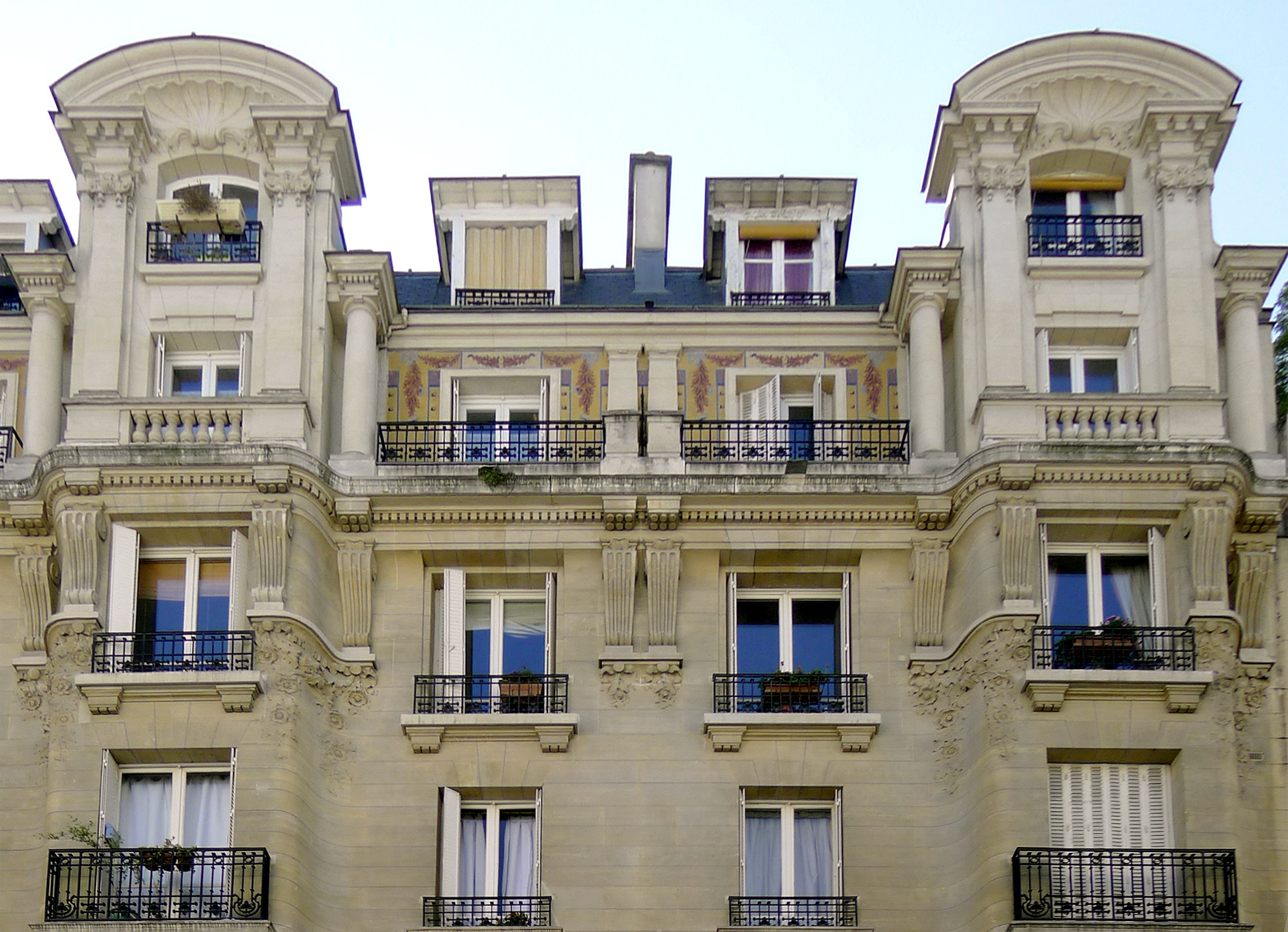
74号